# Rio Espinharas
Rio Espinharas är ett periodiskt vattendrag i Brasilien. Det ligger i den östra delen av landet, 1 500 km nordost om huvudstaden Brasília.
Omgivningarna runt Rio Espinharas är huvudsakligen savann. Runt Rio Espinharas är det ganska glesbefolkat, med 30 invånare per kvadratkilometer.